# Acto y potencia

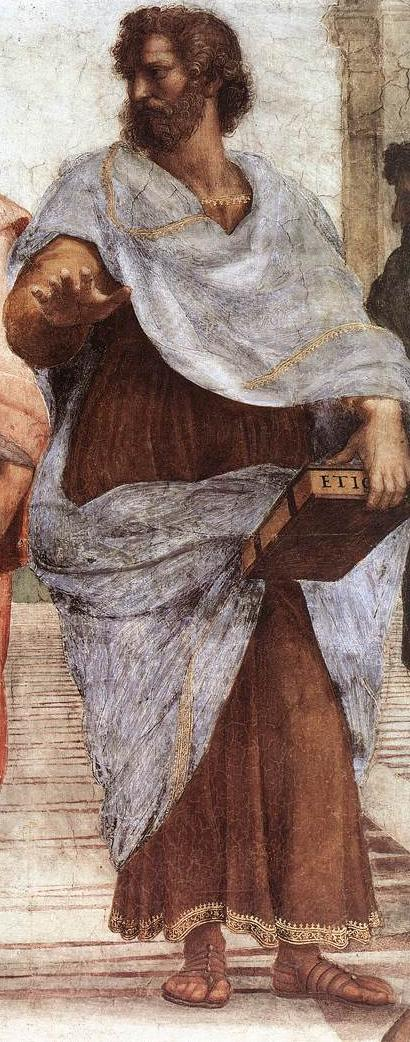
Aristóteles, por Raffaello Sanzio, detalle de La escuela de Atenas, 1509.

En filosofía, la distinción entre los acto y potencia (del griego: energeia (ενέργεια) o entelecheia (ἐντελέχεια) y dynamis (δύναμις), traducido al latín como actualitas– potentia, anteriormente como efficacia–possibilitas) es un principio relacionado con la metafísica y física aristotélica. Aristóteles utilizó estos términos para analizar el movimiento, la causalidad, la ética y la fisiología en su Física, Metafísica, Ética a Nicómaco y Acerca del alma.
Según el problema del cambio planteado por Parménides de Elea, el cambio o movimiento es imposible, pues es el paso del "ser" al "no ser" o la inversa, pero el no ser es nada y nada surge de la nada. Junto con estos términos, Aristóteles pretende resolver la antinomia entre lo permanente y lo mutable. Para ello, Aristóteles asume un pluralismo ontológico, donde «la expresión 'algo que es' se dice en muchos sentidos», y distinguió entre «el ser en potencia y el ser en acto». Si bien Aristóteles diferencia entre «cambio» (metabolé, μεταβολή) y «movimiento» (kýnesis , κίνησις), con frecuencia él se refiere a estos términos en general como sinónimos de toda clase de cambio.
El concepto de potencialidad, en este contexto, generalmente se refiere a cualquier "posibilidad" que pueda decirse que tiene un ente (on). Aristóteles no consideró todas las posibilidades iguales, y enfatizó la importancia de aquellas que se vuelven reales por sí mismas cuando las condiciones son las adecuadas y nada las detiene. La actualidad, en contraste con la potencialidad, es el movimiento, cambio o actividad que representa un ejercicio o realización de una posibilidad, cuando una posibilidad se vuelve real en el sentido más pleno.
Aristóteles define el movimiento, lo dinámico (το δυνατόν) como la realización (acto) de una capacidad o posibilidad de ser (potencia) en tanto que se está actualizando. Si estoy sentado (acto) y tengo la posibilidad (potencia) de estar de pie, el movimiento consistirá en el paso de la posibilidad (potencia de estar de pie) al hecho de estar de pie (acto) mientras dura el proceso. El movimiento acaba cuando ya se está de pie. Mediante este esquema conceptual de potencia y acto, explica Aristóteles la posibilidad del cambio o movimiento. Luego, el cambio es pues el «acto de lo que no ha alcanzado su fin». o el «acto imperfecto de lo que está en potencia en tanto está en potencia». La distinción del acto y la potencia conduce a la doctrina de la escala jerárquica de los seres que tiende a actualizarse hacia la perfección de su contenido (telos), desde la pura potencialidad (la materia prima) al acto puro, libre de potencialidad (el primer motor inmóvil). Aristóteles también utilizó la distinción acto y potencia al concepto de infinito (véase: Infinito potencial e infinito actual).
Estos conceptos, en formas modificadas, siguieron siendo muy importantes en la Edad Media, influyendo en el desarrollo de la teología medieval de varias maneras. En los tiempos modernos, la dicotomía ha perdido importancia gradualmente, a medida que ha cambiado la comprensión de la naturaleza y la deidad. El concepto aristotélico de acto ha influido en la filosofía escolástica (especialmente en la dilucidación de la naturaleza de Dios, Actus purus) y en otras diversas filosofías modernas y contemporáneas. 
El estudio de estos términos ha pasado de la física especulativa tradicional a abordarse por la física moderna en tanto que se consensúan tales conceptos cualitativos sintagmáticos desde conceptos cuantitativos paradigmáticos sujetos a medida en su experimentación. Esta transformación ha sido el paso esencial en la consolidación de la ciencia moderna. La terminología también se ha adaptado a nuevos usos, como es más obvio en palabras como energía y dinámica. Estas fueron palabras utilizadas por primera vez en la física moderna por el científico y filósofo alemán Gottfried Wilhelm Leibniz. Otro ejemplo más reciente es el muy controvertido concepto biológico de "entelequia". 
El concepto de potencia, con significados distintos del aristotélico, ha sido utilizado a lo largo de la historia de la filosofía por numerosos autores como Schelling o Xavier Zubiri. Sobre este último autor dice José Ferrater Mora que: «Xavier Zubiri ha desarrollado una teoría de las “potencias” partiendo del problema de la realidad de lo pasado en la historia humana. Frente a la tesis de que la realidad pasada, en tanto que pasada, no es real, y frente a la tesis de que es real, y, por lo tanto, no ha pasado, Zubiri señala que una intelección adecuada del problema exige referirse no sólo a la realidad sino también a las posibilidades».

## Potencia
"Potencialidad" y "potencia" son traducciones de la palabra griega antigua dunamis (δύναμις). Se refieren especialmente a la forma en que Aristóteles usa la palabra, como un concepto que contrasta con "actualidad". La traducción latina de dunamis es potentia , que es la raíz de la palabra inglesa "potencial", también se utiliza a veces en textos filosóficos en inglés.
Dunamis es una palabra griega común para posibilidad o capacidad. Dependiendo del contexto, podría traducirse como 'potencia', 'potencial', 'capacidad', 'habilidad', 'poder', 'fuerza', 'posibilidad', y es la raíz de las palabras dinámica, dinamita y dinamo. En la filosofía moderna temprana, autores ingleses como Hobbes y Locke usaron la palabra inglesa power como su traducción del latín potentia.
En su filosofía, Aristóteles distinguió dos significados de la palabra dunamis. Según su comprensión de la naturaleza, había tanto un sentido débil de potencial, que significa simplemente que algo "podría suceder o no suceder", y un sentido más fuerte, para indicar cómo se podía hacer algo bien. Por ejemplo, "a veces decimos que aquellos que simplemente pueden caminar, o hablar, sin hacerlo tan bien como pretendían, no pueden hablar ni caminar". Este sentido más fuerte se dice principalmente de los potenciales de los seres vivos, aunque a veces también se usa para cosas como instrumentos musicales. Este concepto posee dos matices distintos: la potencia activa como posibilidad de producir una acción; y potencia pasiva como posibilidad de recibir la acción de una potencia activa.
A lo largo de sus obras, Aristóteles distingue claramente las cosas que son estables o persistentes, con su propia fuerte tendencia natural a un tipo específico de cambio, de las cosas que parecen ocurrir por casualidad. Los trata como si tuvieran una existencia diferente y más real. Él dice que "las naturalezas que persisten" son una de las causas de todas las cosas, mientras que las naturalezas que no persisten "a menudo pueden ser calumniadas como si no lo fueran por alguien que fija su pensamiento con severidad en ellas como en un criminal". Las potencias que persisten en un material en particular son una forma de describir "la naturaleza misma" de ese material, una fuente innata de movimiento y reposo dentro de ese material. En términos de la teoría de Aristóteles de las cuatro causas, el potencial no accidental de un material es la causa material de las cosas que pueden llegar a ser a partir de ese material, y una parte de cómo podemos entender la sustancia (ousia, a veces traducido como "cosidad") de cualquier cosa separada. (Como lo enfatizó Aristóteles, esto requiere su distinción entre causas accidentales y causas naturales). Según Aristóteles, cuando nos referimos a la naturaleza de una cosa, nos referimos a la forma, la forma o el aspecto de una cosa, que ya estaba presente como un potencial, una tendencia innata al cambio, en ese material antes. logró esa forma, pero las cosas muestran lo que son más plenamente, como algo real, cuando están "en pleno funcionamiento".

## Acto
La "Actualidad" o "acto" se utiliza a menudo para traducir tanto energeia (ενέργεια) y entelecheia (ἐντελέχεια) (a veces traducido como entelequia). Actualidad proviene del latín actualitas y es una traducción tradicional, pero su significado normal en latín es "cualquier cosa que esté sucediendo actualmente".
Las dos palabras energeia y entelecheia fueron acuñadas por Aristóteles, y afirmó que sus significados estaban destinados a converger. En la práctica, la mayoría de los comentaristas y traductores consideran que las dos palabras son intercambiables. Ambos se refieren a algo que está en su propio tipo de acción o en el trabajo, ya que todas las cosas son cuando son reales en el sentido más completo, y no solo potencialmente reales. Por ejemplo, "ser una roca es esforzarse para estar en el centro del universo y, por lo tanto, estar en movimiento a menos que se le imponga lo contrario".

### Energeia
Energeia es una palabra basada en ἔργον (ergon), que significa "trabajo". Es la fuente de la palabra moderna energía, pero el término ha evolucionado tanto a lo largo de la historia de la ciencia que la referencia al término moderno no es muy útil para entender el original tal como lo usó Aristóteles. Es difícil traducir su uso de energeia con regularidad. Aristóteles dice que la palabra se puede aclarar mirando ejemplos en lugar de tratar de encontrar una definición.
Dos ejemplos de energeiai en las obras de Aristóteles están el placer y la felicidad (eudaimonia). El placer es una energeia del cuerpo y la mente humanos, mientras que la felicidad es más simplemente la energeia de un ser humano.
Kinesis, traducida como movimiento o en algunos contextos cambio, también es explicada por Aristóteles como un tipo particular de energeia. Vea abajo.

### Entelequia
Entelequia, en griego entelécheia, fue acuñado por Aristóteles y transcrito en latín como entelechia. SegúnSachs (1995):
Aristóteles inventa la palabra combinando entelēs (ἐντελής, "completo", "adulto") con echein ( = hexis, ser de cierta manera por el esfuerzo continuo de aferrarse en esa condición), mientras que al mismo tiempo hace un endelecheia (ἐνδελέχεια , "persistencia") insertando telos (τέλος, "fin"). Esto es un "caos" de palabra, en el corazón de todo en el pensamiento de Aristóteles, incluida la definición de movimiento.
Por tanto, Sachs propuso un complejo neologismo propio, "estar-en-trabajo-permaneciendo-igual" (being-at-work-staying-the-same). Otra traducción de los últimos años es "siendo-en-un-fin" (being-at-an-end, que también ha utilizado Sachs).
Entelecheia, como puede verse por su derivación, es una especie de plenitud, mientras que "el fin y la plenitud de cualquier ser genuino es su ser-en-trabajo" (energeia). La entelecheia es un continuo estar en el trabajo (energeia) cuando algo está haciendo su "trabajo" completo. Por esta razón, los significados de las dos palabras convergen, y ambas dependen de la idea de que la "sustancia" de cada cosa es una especie de trabajo, o en otras palabras, una forma específica de estar en movimiento. Todas las cosas que existen ahora, y no solo potencialmente, son seres en el trabajo, y todas ellas tienen una tendencia a estar en el trabajo de una manera particular que sería su manera correcta y "completa".

Sachs explica la convergencia de energeia y entelecheia de la siguiente manera, y utiliza la palabra actualidad para describir la superposición entre ellos:
Como energeia se extiende a la entelecheia porque es la actividad la que hace que una cosa sea lo que es, entelecheia se extiende a energeia porque es el fin o la perfección que tiene ser sólo en, a través y durante la actividad.

## Movimiento

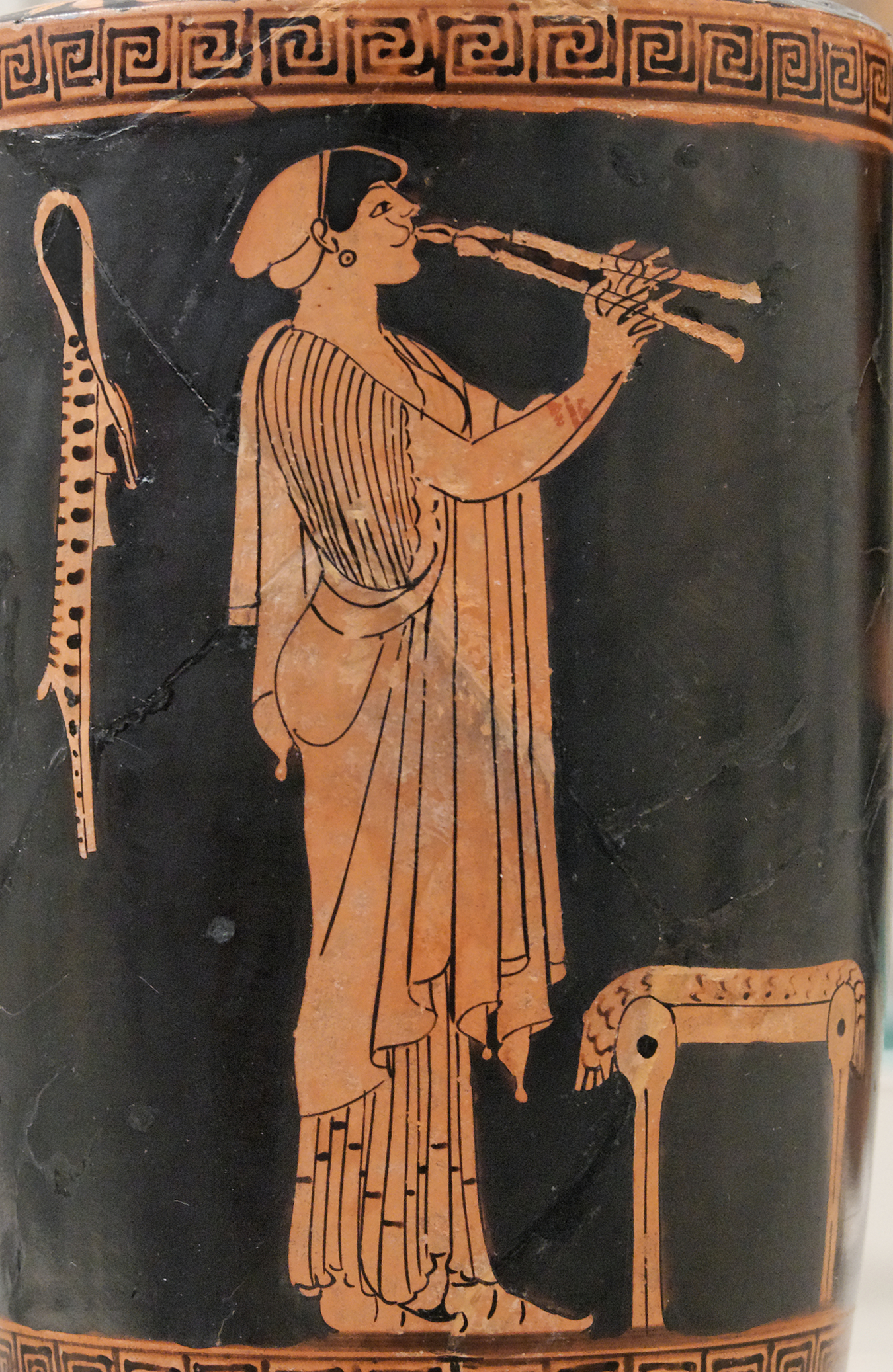
Aristóteles argumentó que una capacidad (ej: ser músico) podría adquirirse (la potencia se actualiza) mediante el aprendizaje.

Aristóteles analizó el movimiento (kinēsis) en su Física de manera bastante diferente a la ciencia moderna. La definición de movimiento de Aristóteles está estrechamente relacionada con su distinción entre actualidad y potencialidad. Para el filósofo, todo movimiento es de un contrario a otro contrario. Para ello debe haber un sujeto que experimenta y persiste después del cambio, mientras que el contrario deja de persistir. Como la sustancia es una especie de unidad y no posee contrarios, entonces los cambios sustanciales no son movimientos, «sino cambios por contradicción»; luego el movimiento sólo es la actualización «a partir de un sujeto y hacia un sujeto». Hay cambio cuando un sujeto que carece de una determinada perfección la adquiere por sí mismo (cambio natural) o por otro (cambio artificial). En el libro I de la Física, Aristóteles pone el ejemplo de la "transformación" (de una forma a otra) de un "hombre iletrado" a "letrado", siendo aquí el hombre, privado de lectura o con la potencia de leer, el sustrato persistente del cambio entre los contrarios no-poder leer a poder leer.

Todo proviene del ser; pero, sin duda, del ser en potencia, es decir, del no-ser en acto. [...] Todo lo que cambia tiene una materia [...] Si hay realmente el ser en potencia, de él es de quien provienen los seres; no de todo ser en potencia, sino tal ser en acto de tal ser en potencia. [...] (S)i no hubiera habido más que una materia, sólo se hubiera convertido en acto aquello que hubiera sido la materia en potencia.

Por lo tanto, hay tres causas, tres principios: dos constituyen la contrariedad, de una parte la noción sustancial y la forma, de la otra la privación; el tercer principio es la materia.
Metafísica. XII, 2, 1069b 5-30.

Junto con la sustancia, Aristóteles los asocia con sus categorías del ser y distingue principalmente sólo tres tipos de cambios: el de la cualidad, el de la cantidad y el del lugar.

Las cosas -algunas sólo en acto, otras en potencia y en acto- son o un «esto» o una cantidad o una cualidad, y de la misma manera en las otras categorías de lo que es. En cuanto a las que son relativas a algo, se dicen según el exceso o el defecto, o según la actividad o la pasividad, o, en general, según su capacidad de mover o de ser movida [...] Cada una de estas categorías está presente en las cosas de dos maneras: por ejemplo, con respecto a un «esto», en su forma o su privación; con respecto a la cualidad, en lo blanco o lo negro; con respecto a la cantidad, en lo completo o lo incompleto; y de la misma manera con respecto al desplazamiento en el arriba o el abajo, lo pesado o lo ligero. Por consiguiente, las especies del movimiento y del cambio son tantas como las del ser.
Física. III, 1, 200b 25 - 201a 10.

Tomado literalmente, Aristóteles define el movimiento como la actualidad (entelecheia) de una "potencialidad como tal". El movimiento en sí mismo es una potencia eterna, ya que si se actualiza no hay movimiento. Luego el cambio es pues el «acto de lo que no ha alcanzado su fin». o el «acto imperfecto de lo que está en potencia en tanto está en potencia». Sin embargo, lo que Aristóteles quiso decir es objeto de varias interpretaciones diferentes. Una dificultad importante proviene del hecho de que los términos actualidad y potencialidad, vinculados en esta definición, normalmente se entienden dentro de Aristóteles como opuestos entre sí. Por otro lado, el "como tal" es importante y Aristóteles lo explica extensamente, dando ejemplos de "potencialidad como tal". Por ejemplo, el movimiento de construcción es la energeia de los dunamis de los materiales de construcción como materiales de construcción en contraposición a cualquier otra cosa en la que puedan convertirse, y Aristóteles se refiere a este potencial en los materiales no construidos como "lo edificable". De modo que el movimiento de construcción es la actualización de "lo edificable" y no la actualización de una casa como tal, ni la actualización de cualquier otra posibilidad que pudieran haber tenido los materiales de construcción.
| Los materiales de construcción tienen diferentes potencias. Una de ellas es que se pueden construir con ellos. | La construcción es un movimiento que había sido potencia en el material de construcción. Entonces es la energeia o puesta en marcha, de los materiales de construcción como materiales de construcción . | Una casa se construye y ya no se mueve. |

En un influyente artículo de 1969, Aryeh Kosman dividió los intentos anteriores de explicar la definición de Aristóteles en dos tipos, los criticó, y luego dio su propia tercera interpretación. Si bien esto no se ha convertido en un consenso, se ha descrito como "ortodoxo". Esta y otras publicaciones similares más recientes son la base del siguiente resumen.

### 1. La interpretación del "proceso"
Kosman (1969) y Coope (2009) asocian este enfoque con W.D. Ross.Sachs (2005) señala que también fue la interpretación de Averroes y Maimónides.
Esta interpretación es, para usar las palabras de Ross, que "es el paso a la actualidad lo que es kinesis ”En contraposición a que cualquier potencialidad sea una actualidad.
El argumento de Ross a favor de esta interpretación le obliga a afirmar que Aristóteles usó en realidad su propia palabra entelecheia errónea o inconsistente, sólo dentro de su definición, por lo que significa "actualización", que está en conflicto con el uso normal de palabras de Aristóteles. SegúnSachs (2005) esta explicación tampoco puede dar cuenta del "como tal" en la definición de Aristóteles.

### 2. La interpretación del "producto"
Sachs (2005) asocia esta interpretación con Tomás de Aquino y explica que con esta explicación "la aparente contradicción entre potencialidad y actualidad en la definición de movimiento de Aristóteles" se resuelve "argumentando que en todo movimiento actualidad y potencialidad se mezclan o combinan". El movimiento es, por tanto, "la actualidad de cualquier potencialidad en la medida en que sigue siendo una potencialidad". O en otras palabras:
La mezcla tomista de actualidad y potencialidad tiene la característica de que, en la medida en que es actual, no es potencial y en la medida en que es potencial, no es actual; cuanto más caliente está el agua, menos está potencialmente caliente, y cuanto más fría está, menos está en realidad, más potencialmente caliente.
Sin embargo, al igual que con la primera interpretación,Sachs (2005) objeta que:
Una implicación de esta interpretación es que cualquiera que sea el caso en este momento es una entelechia, como si algo intrínsecamente inestable como la posición instantánea de una flecha en vuelo mereciera ser descrito con la palabra que en todas partes se reserva Aristóteles para estados organizados complejos que persisten, que resisten a causas internas y externas que intentan destruirlos.
En un artículo más reciente sobre este tema, Kosman asocia la visión de Aquino con la de sus propios críticos, David Charles, Jonathan Beere y Robert Heineman. 

### 3. La interpretación de Kosman, Coope, Sachs y otros
Sachs (2005), entre otros autores (como Aryeh Kosman and Ursula Coope), propone que la solución a los problemas de interpretación de la definición de Aristóteles debe encontrarse en la distinción que hace Aristóteles entre dos tipos diferentes de potencialidad, siendo sólo uno de los correspondientes a la "potencialidad como tal" que aparece en la definición de movimiento. El escribe:
El hombre que tiene vista, pero con los ojos cerrados, se diferencia del ciego, aunque ninguno de los dos ve. El primer hombre tiene la capacidad de ver, de la que carece el segundo. Entonces hay potencialidades y realidades en el mundo. Pero cuando el primer hombre abre los ojos, ¿ha perdido la capacidad de ver? Obviamente no; mientras ve, su capacidad de ver ya no es una mera potencialidad, sino una potencialidad que se ha puesto a trabajar. La potencialidad de ver existe a veces como activa o en el trabajo, y a veces como inactiva o latente.
Al ponerse en movimiento, Sachs da el ejemplo de un hombre que cruza la habitación y dice...
- "Una vez que ha llegado al otro lado de la habitación, su potencia para estar allí se ha actualizado en el sentido que Ross da al término". Este es un tipo de energeia. Sin embargo, no es un movimiento y no es relevante para la definición de movimiento.
- Mientras un hombre camina, su potencialidad para estar al otro lado de la habitación es real como potencialidad, o en otras palabras, la potencia como tal es un acto. "La actualidad de la potencia de estar al otro lado de la habitación, como esa potencialidad, no es ni más ni menos que caminar a través de la habitación".Sachs (1995, pp. 78–79), en su comentario del libro III de Física de Aristóteles da los siguientes resultados de su comprensión de la definición de movimiento de Aristóteles:El género del cual el movimiento es una especie es estar-en-trabajo-permaneciendo-si mismo (entelecheia), de la cual la única otra especie es la cosidad. El estar-en-trabajo-permaneciendo-si mismo de una potencia (dunamis), como materia, es la sustancia. El estar-en-el-trabajo-mantenerse-igual de una potencia como una potencia es movimiento.

## La importancia de la actualidad en la filosofía de Aristóteles
La distinción acto-potencia en Aristóteles es un elemento clave vinculado a todo en su física y metafísica.

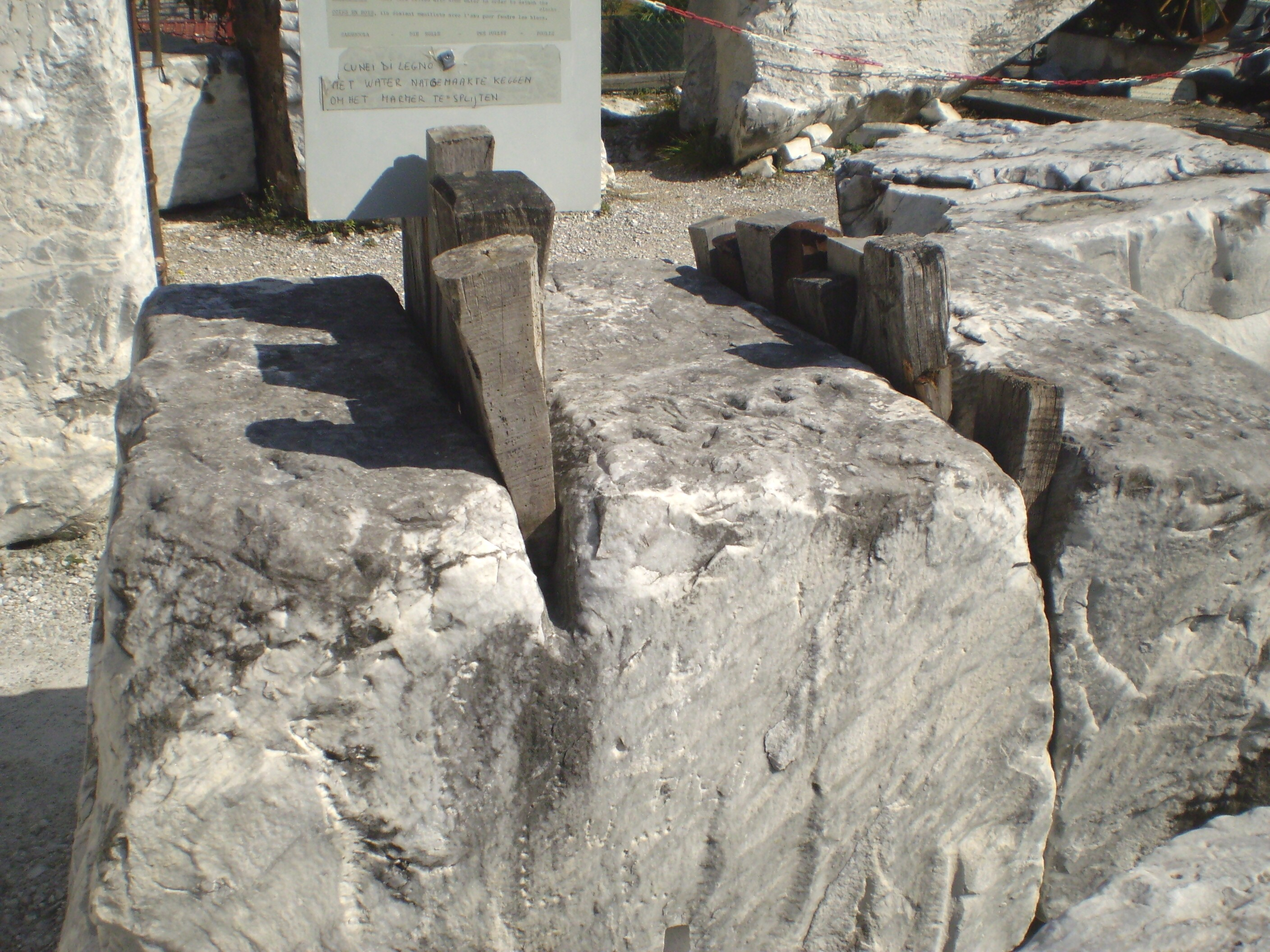
Un bloque de mármol en Carrara. ¿Podría existir ya en él una escultura particular en potencia? Aristóteles escribió con aprobación de tales formas de hablar y sintió que reflejaba un tipo de causalidad en la naturaleza que a menudo se ignora en la discusión científica.

Aristóteles describe la potencialidad y la actualidad, o la potencia y la acción, como una de varias distinciones entre las cosas que existen y las que no existen. En cierto sentido, algo que existe potencialmente no existe, pero el potencial existe. Y este tipo de distinción se expresa para varios tipos diferentes de ser dentro de las categorías de ser de Aristóteles. Por ejemplo, de la Metafísica,1017a:
- Hablamos de una entidad que es una cosa que "ve", ya sea que esté viendo actualmente o simplemente sea capaz de ver.
- Hablamos de alguien que tiene comprensión, ya sea que esté usando esa comprensión o no.
- Hablamos de maíz que existe en un campo incluso cuando aún no está maduro.
- La gente a veces habla de una figura que ya está presente en una roca que podría ser esculpida para representar esa figura.

Dentro de las obras de Aristóteles, los términos energeia y entelecheia, a menudo traducidos como actualidad, difieren de lo que es meramente actual porque presuponen específicamente que todas las cosas tienen un tipo adecuado de actividad o trabajo que, si se logra, sería su fin adecuado. El griego para fin en este sentido es telos, una palabra componente en entelecheia (una obra que es el fin propio de una cosa) y también la teleología . Este es un aspecto de la teoría de Aristóteles de las cuatro causas y específicamente de la causa formal (eidos, que Aristóteles dice que es energeia) y causa final (telos).
En esencia, esto significa que Aristóteles no veía las cosas solo como materia en movimiento, sino que también propuso que todas las cosas tienen sus propios objetivos o fines. En otras palabras, para Aristóteles (a diferencia de la ciencia moderna) hay una distinción entre las cosas con una causa natural en el sentido más fuerte y las cosas que realmente suceden por accidente. También distingue las potencialidades no racionales de las racionales (por ejemplo, la capacidad de calentar y la capacidad de tocar la flauta, respectivamente), señalando que estas últimas requieren deseo o elección deliberada para su actualización. Debido a este estilo de razonamiento, a menudo se dice que Aristóteles tiene una teleología y, a veces, una teoría de las formas.
Mientras que la actualidad está vinculada por Aristóteles a su concepto de causa formal, la potencialidad (o potencia), por otro lado, está vinculada por Aristóteles a sus conceptos de materia hilomórfica y causa material . Aristóteles escribió, por ejemplo, que "la materia existe potencialmente, porque puede alcanzar la forma; pero cuando existe realmente, entonces está en la forma".

## El intelecto activo
El intelecto activo fue un concepto descrito por Aristóteles que requiere una comprensión de la dicotomía actualidad-potencialidad. Aristóteles describió esto en su De Anima (libro 3, cap. 5, 430a10-25) y cubrió un terreno similar en su Metafísica (libro 12, cap. 7-10). Lo siguiente es de De Anima, traducido por Joe Sachs, con algunas notas entre paréntesis sobre el griego. El pasaje intenta explicar "cómo el intelecto humano pasa de su estado original, en el que no piensa, a un estado posterior, en el que sí". Infirió que la distinción energeia / dunamis también debe existir en el alma misma:
... ya que en la naturaleza una cosa es el material [hulē] para cada tipo [genos] (esto es lo que está en potencia todas las cosas particulares de ese tipo) pero es otra cosa que es la cosa causal y productiva por la cual todos de ellos se forman, como es el caso de un arte en relación a su material, es necesario en el alma [psuchē] también que estos distintos aspectos estén presentes;
un tipo es intelecto [nous] al convertirse en todas las cosas, el otro tipo al formar todas las cosas, de la misma manera en que una condición activa [hexis] como la luz también hace que los colores que están en potencia actúen como colores [to phōs poiei ta dunamei onta chrōmata energeiai chrōmata].
Este tipo de intelecto está separado, además de carecer de atributos y sin mezcla, ya que es por su condición de cosa un ser-en-trabajo, pues lo que actúa siempre se distingue en estatura por encima de lo que se actúa, como una fuente gobernante está por encima de la material en el que trabaja.
El conocimiento [epistēmē], en su ser-en-trabajo, es lo mismo que lo que conoce, y aunque el conocimiento en potencia es lo primero en el tiempo en cualquier conocedor, en todas las cosas no tiene precedencia ni siquiera en el tiempo.
Esto no significa que en un momento piensa, pero en otro momento no piensa, pero cuando está separado es exactamente lo que es, y esto solo es inmortal y eterno (aunque no tenemos memoria, porque este tipo de intelecto es sobre el que se actúa, mientras que el tipo sobre el que se actúa es destructible), y sin esto, nada piensa.
Esto ha sido referido como una de "las sentencias más estudiadas en la historia de la filosofía". En la Metafísica, Aristóteles escribió más extensamente sobre un tema similar y a menudo se entiende que ha equiparado el intelecto activo con ser el "motor inmóvil" y Dios. Sin embargo, como señala Davidson:
Lo que Aristóteles quiso decir con intelecto potencial e intelecto activo (términos ni siquiera explícitos en el De anima y en el mejor de los casos implícitos) y cómo entendió la interacción entre ellos sigue siendo discutible hasta el día de hoy. Los estudiantes de historia de la filosofía continúan debatiendo la intención de Aristóteles, en particular la cuestión de si consideraba que el intelecto activo era un aspecto del alma humana o una entidad que existía independientemente del hombre.

## Infinito potencial e infinito actual
El infinito actual (del latín tardío actualis, «activo», «eficaz») y el infinito potencial (del latín tardío potentialis, «de acuerdo a las posibilidades o la potencia») designan dos modalidades en las que lo infinito puede existir o concebirse. El primer término se trata de la interrogante de si acaso un dominio de cardinalidad infinita en todas sus partes siquiera puede existir realmente en un momento dado, o si en cada caso solamente existen o pueden imaginarse o construirse elementos determinados (antirrealismo en relación con el infinito actual, como por ejemplo en el constructivismo de la Escuela de Erlangen), de manera de que solo puede existir realmente el infinito potencial. En segundo término, de aceptarse la posibilidad en principio del infinito actual, se trata de cuáles serían los objetos actualmente infinitos. 
En el ámbito de la filosofía de las matemáticas esto se refiere especialmente a la cuestión de la existencia real de conjuntos con cardinalidad infinita, entre los que se cuenta por ejemplo la clase de los números naturales (lo que aquí presupone una postura también denominada «platonismo» en relación con los objetos matemáticos). La postura antirrealista (que en este contexto casi siempre es constructivista) podría formularse así: «Si bien no existe un número natural que sea el mayor de todos, tampoco existe una totalidad acabada de números naturales» (infinito potencial).

## Uso post-aristotélico

### Nuevos significados deenergeiao energía
Ya en las propias obras de Aristóteles, el concepto de distinción entre energeia y dunamis se utilizó de muchas formas, por ejemplo, para describir la forma en que funcionan las metáforas llamativas o la felicidad humana. Polibio alrededor del 150 a. C., en su obra las Historias utiliza la palabra energeia de Aristóteles tanto de manera aristotélica como para describir la "claridad y viveza" de las cosas. Diodoro Sículo en el 60-30 a. C. usó el término de una manera muy similar a Polibio. Sin embargo, Diodoro usa el término para denotar cualidades únicas de los individuos. Usar el término en formas que podrían traducirse como "vigor" o " energía " (en un sentido más moderno); para la sociedad, "práctica" o "costumbre"; para una cosa, 'operación' o 'trabajo'; como vigor en acción.

### Platonismo y neoplatonismo
Ya en Platón se encuentra implícitamente la noción de potencia y acto en su presentación cosmológica del devenir (kinēsis) y fuerzas (dunamis), vinculado al intelecto ordenante, principalmente en la descripción del Demiurgo y el "Receptáculo" en su Timeo. También se ha asociado a la díada de las doctrinas no escritas de Platón, y está involucrado en la cuestión del ser y el no ser desde los presocráticos, como en el movilismo de Heráclito y el inmovilismo de Parménides . El concepto mitológico de Caos primordial también se asocia clásicamente con una materia prima desordenada (ver también materia prima), que, al ser pasiva y llena de potencialidades, se ordenaría en formas reales, como se puede ver en el neoplatonismo, especialmente en Plutarco, Plotino, y entre los Padres de la Iglesia, y la subsiguiente filosofía medieval y renacentista, como en El Libro del Caos de Ramon Lllull y El Paraíso perdido de John Milton.
Plotino fue un filósofo y teólogo pagano clásico tardío cuyas reelaboraciones monoteístas de Platón y Aristóteles fueron influyentes entre los primeros teólogos cristianos. En sus Enéadas buscó reconciliar las ideas de Aristóteles y Platón junto con una forma de monoteísmo, que utilizaba tres principios metafísicos fundamentales, que fueron concebidos en términos consistentes con la dicotomía energeia / dunamis, y una interpretación de su concepto del intelecto activo (discutido anteriormente): -
- La Mónada o "el Uno" a veces también se describe como "el Bien". Este es el dunamis o posibilidad de existencia.
- El intelecto, o inteligencia, o, para usar el término griego, Nous, que se describe como Dios o un Demiurgo. Piensa sus propios contenidos, que son pensamientos, equiparados a las ideas o formas platónicas ( eide ). El pensamiento de este intelecto es la actividad más elevada de la vida. La actualización de este pensamiento es el ser de las formas. Este intelecto es el primer principio o fundamento de la existencia. El Uno es anterior a él, pero no en el sentido de que una causa normal es anterior a un efecto, sino que al Intelecto se le llama una emanación del Uno. El Uno es la posibilidad de este fundamento de existencia.
- Alma o, para usar el término griego, psique. El alma también es una energeia : actúa sobre sus propios pensamientos o los actualiza y crea "un cosmos material separado que es la imagen viva del Cosmos espiritual o noético contenido como un pensamiento unificado dentro de la Inteligencia".

Esto se basó en gran medida en la lectura de Plotino de Platón, pero también incorporó muchos conceptos aristotélicos, incluido el motor inmóvil como energeia.

### Uso del Nuevo Testamento
Aparte de la incorporación del neoplatónico a la cristiandad por los primeros teólogos cristianos como San Agustín, los conceptos de dunamis y ergon (la raíz morfológica de la energeia) se utilizan con frecuencia en el Nuevo Testamento griego original. Dunamis se utiliza 116 veces y ergon se usa 161 veces, generalmente con el significado de "poder / habilidad" y "acto / trabajo", respectivamente.

### Debate esencia-energía en la teología cristiana medieval
En el cristianismo ortodoxo oriental, San Gregorio Palamás escribió sobre las "energías" (actualidad; singular energeia en griego, o actus en latín) de Dios en contraste con la "esencia" de ousia). Estos son dos tipos distintos de existencia, siendo la energía de Dios el tipo de existencia que las personas pueden percibir, mientras que la esencia de Dios está fuera de la existencia normal o inexistencia o comprensión humana, es decir, trascendental, en el sentido de que no es causada ni creada. por cualquier otra cosa.
Palamás dio esta explicación como parte de su defensa de la práctica ascética ortodoxa oriental del hesicasmo. El palamismo se convirtió en una parte estándar del dogma ortodoxo después de 1351.
En contraste, la posición del cristianismo medieval occidental (o católico), se puede encontrar, por ejemplo, en la filosofía de Tomás de Aquino, quien se basó en el concepto de entelequia de Aristóteles, cuando definió a Dios como actus purus (acto puro), actualidad sin mezcla de potencialidad. La existencia de una esencia de Dios verdaderamente distinta que no es la actualidad, no es generalmente aceptada en la teología católica. Las nociones de potencia y acto fueron aplicadas por la escuela tomista a la distinción esencia y existencia.
Juan Duns Scoto introdujo un término medio entre la potencia y el acto, la noción de "acto virtual". Francisco Suárez concibió la potencia como un "actus imperfectus". Esta oposición a la distinción tradicional de acto y potencia les llevó al rechazo del principio "todo lo que se mueve es movido por otro" y de la Primera Vía de Aquino.

### Influencia en la lógica modal
La noción de posibilidad fue muy analizada por filósofos medievales y modernos. Algunos consideran que el trabajo lógico de Aristóteles en esta área es una anticipación de la lógica modal y su tratamiento de la potencialidad y el tiempo. De hecho, muchas interpretaciones filosóficas de la posibilidad están relacionadas con un famoso pasaje de Aristóteles en Sobre la interpretación acerca de la verdad sobre la afirmación: Mañana habrá una batalla naval.
La filosofía contemporánea considera que la posibilidad, tal como la estudia la metafísica modal, es un aspecto de la lógica modal. La lógica modal como sujeto nombrado debe mucho a los escritos de los escolásticos, en particular a Guillermo de Ockham y Juan Duns Scoto, quienes razonaron informalmente de una manera modal, principalmente para analizar declaraciones sobre esencia y accidente.

### Influencia en la física moderna
La metafísica de Aristóteles, su explicación de la naturaleza y la causalidad, fue rechazada en su mayor parte por los primeros filósofos modernos. Francis Bacon en su Novum Organon en una explicación del caso para rechazar el concepto de causa formal o "naturaleza" para cada tipo de cosa, argumentó, por ejemplo, que los filósofos aún deben buscar causas formales, pero solo en el sentido de "naturalezas simples" como el color y el peso, que existen en muchas gradaciones y modos en muy diferentes tipos de cuerpos individuales. En las obras de Thomas Hobbes, entonces, los términos aristotélicos tradicionales, "potentia et actus", se discuten, pero él los equipara simplemente con "causa y efecto".

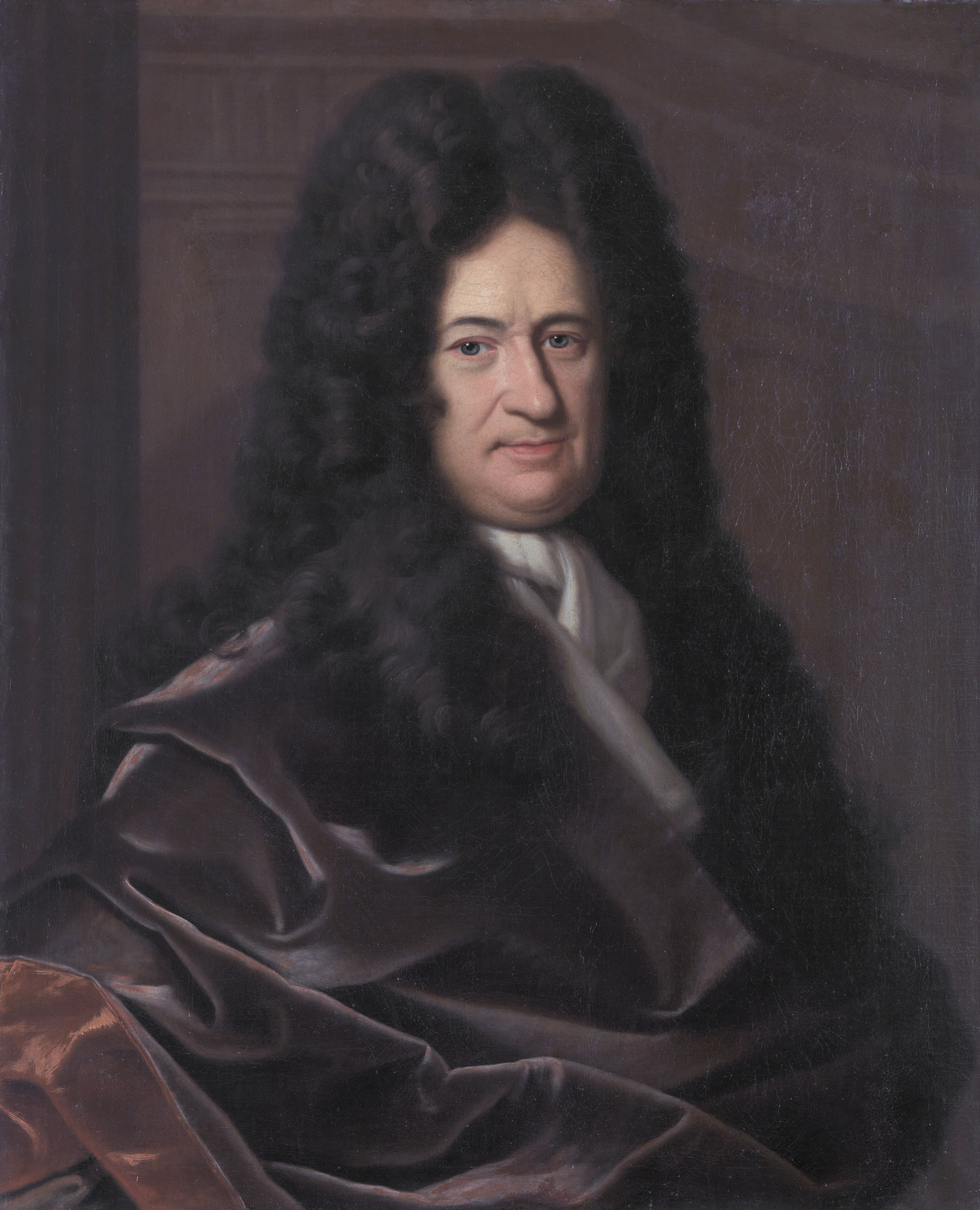
Gottfried Leibniz, fuente de las adaptaciones modernas de los conceptos de potencialidad y actualidad de Aristóteles.

Hubo una adaptación de al menos un aspecto de la distinción de potencialidad y actualidad de Aristóteles, que se ha convertido en parte de la física moderna, aunque según el enfoque de Bacon es una forma generalizada de energía, no una conectada a formas específicas para cosas específicas. La definición de energía en la física moderna como el producto de la masa y el cuadrado de la velocidad fue derivada por Leibniz, como una corrección de Descartes, basada en la investigación de Galileo sobre la caída de cuerpos. Prefería referirse a ella como una entelecheia o 'fuerza viva' (latín vis viva ), pero lo que él definió hoy se llama energía cinética, y fue visto por Leibniz como una modificación de la energeia , y su concepto del potencial de movimiento que hay en las cosas. En lugar de que cada tipo de cosa física tenga su propia tendencia específica a una forma de moverse o cambiar, como en Aristóteles, Leibniz dijo que, en cambio, la fuerza, el poder o el movimiento mismo podrían transferirse entre cosas de diferentes tipos, de tal manera que hay una conservación general de esta energía . En otras palabras, la versión moderna de entelequia o energía de Leibniz obedece a sus propias leyes de la naturaleza, mientras que los diferentes tipos de cosas no tienen sus propias leyes de la naturaleza separadas. Leibniz escribió:
... la entelequia de Aristóteles, que tanto ruido ha hecho, no es más que fuerza o actividad; es decir, un estado del que la acción fluye naturalmente si nada la obstaculiza. Pero la materia, primaria y pura, tomada sin las almas o vidas que se le unen, es puramente pasiva; también hablando con propiedad, no es una sustancia, sino algo incompleto.
El estudio de Leibniz de la "entelequia" ahora conocida como energía fue parte de lo que llamó su nueva ciencia de la "dinámica", basada en la palabra griega dunamis y su comprensión de que estaba haciendo una versión moderna de la vieja dicotomía de Aristóteles. También se refirió a ella como la "nueva ciencia del poder y la acción" (en latín potentia et effectu y potentia et actione ). Y es de él de donde surge la distinción moderna entre estática y dinámica en física. El énfasis en dunamis en nombre de esta nueva ciencia proviene de la importancia de su descubrimiento de la energía potencial que no es activa, pero que conserva la energía. "Como 'ciencia del poder y la acción', la dinámica surge cuando Leibniz propone una arquitectura adecuada de leyes para movimientos restringidos y no restringidos".
Para Leibniz, como Aristóteles, esta ley de la naturaleza sobre las entelequías también se entendía como una ley metafísica, importante no solo para la física, sino también para comprender la vida y el alma. Un alma o espíritu, según Leibniz, puede entenderse como un tipo de entelequia (o mónada viviente) que tiene distintas percepciones y memoria.

### Entelecheiaen filosofía y biología modernas
Como se discutió anteriormente, los términos derivados de dunamis y energeia se han convertido en parte del vocabulario científico moderno con un significado muy diferente al de Aristóteles. Los filósofos modernos no utilizan los significados originales a menos que estén comentando la filosofía clásica o medieval. En contraste, entelecheia, en forma de entelequia es una palabra que se usa mucho menos en sentido técnico en los últimos tiempos.
Como se mencionó anteriormente, el concepto había ocupado una posición central en la metafísica de Leibniz, y está estrechamente relacionado con su mónada en el sentido de que cada entidad sensible contiene su propio universo entero dentro de ella. Pero el uso que hizo Leibniz de este concepto influyó en algo más que en el desarrollo del vocabulario de la física moderna. Leibniz fue también una de las principales inspiraciones del importante movimiento filosófico conocido como Idealismo alemán, y dentro de este movimiento y las escuelas influenciadas por él, la entelequia puede denotar una fuerza que impulsa a uno a la autorrealización.
En el vitalismo biológico de Hans Driesch, los seres vivos se desarrollan por entelequia, un campo común de propósito y organización. Vitalistas destacados como Driesch sostenían que muchos de los problemas básicos de la biología no pueden resolverse con una filosofía en la que el organismo se considere simplemente una máquina. Desde entonces, el vitalismo y sus conceptos como entelequia han sido descartados por carecer de valor para la práctica científica por la abrumadora mayoría de biólogos profesionales.
Sin embargo, los aspectos filosóficos y las aplicaciones del concepto de entelequia han sido explorados tanto por filósofos interesados científicamente como por científicos inclinados filosóficamente. Un ejemplo fue el crítico y filósofo estadounidense Kenneth Burke (1897-1993), cuyo concepto de las "pantallas terministas" ilustra su pensamiento sobre el tema. El más destacado fue quizás el físico cuántico alemán Werner Heisenberg. Miró las nociones de potencialidad y actualidad para comprender mejor la relación de la teoría cuántica con el mundo.
El profesor Denis Noble sostiene que, así como la causalidad teleológica es necesaria para las ciencias sociales, debería restaurarse una causalidad teleológica específica en biología, que exprese un propósito funcional, y que ya está implícita en el neodarwinismo (por ejemplo, "gen egoísta"). El análisis teleológico resulta parsimonioso cuando el nivel de análisis es apropiado a la complejidad del "nivel" de explicación requerido (por ejemplo, cuerpo completo u órgano en lugar de mecanismo celular).

### Influencia en la filosofía de la historia
Los escritos de Immanuel Kant sobre filosofía de la historia forman tan solo una parte menor de su amplia producción. Sin embargo, su impacto será importante, especialmente por su influencia sobre las filosofías de la historia de pensadores posteriores de gran importancia como Marx y Hegel. El aporte decisivo de Kant a la filosofía de la historia es su Idea para una historia universal en clave cosmopolita (Idee zu einer allgemeinen Geschichte in weltbürgerlicher Absicht) de 1784.
La concepción histórica de Kant está inspirada por la idea aristotélica de la fisis, es decir, por la concepción de una naturaleza de las cosas, una esencia que se despliega y que contiene en sí tanto la necesidad como las leyes básicas del desarrollo. Se trata de la idea de una potencialidad (potentia) que a través de su propio proceso natural de desarrollo (fisis) llega a hacerse realidad o actualidad (actus). De esta manera se alcanza la entelequia o fin del desarrollo. Kant transformará esta idea en la base de una visión progresiva de la historia totalmente ajena al pensamiento griego clásico. Según Kant, una ley inmanente del progreso, dictada por la necesidad de la naturaleza de alcanzar sus fines, rige la historia aparentemente absurda y antojadiza de la especie humana, elevándola sucesivamente “desde el nivel inferior de la animalidad hasta el nivel supremo de la humanidad”. La tarea del filósofo es, justamente, “descubrir en ese absurdo decurso de las cosas humanas una intención de la Naturaleza, a partir de la cual sea posible una historia de criaturas tales que, sin conducirse con arreglo a un plan propio, sí lo hagan conforme a un determinado plan de la Naturaleza”.
Según Kant, el hombre comparte, como especie, el destino teleológico o determinado por su fin que Aristóteles vio como la ley de desarrollo de todo lo natural: “Todas las disposiciones naturales de una criatura están destinadas a desarrollarse alguna vez completamente y con arreglo a un fin […] En el hombre aquellas disposiciones naturales, que tienden al uso de la razón, deben desarrollarse por completo en la especie, mas no en el individuo”. Esta es la fuerza que actúa entre bastidores con el fin de desplegar todas las potencialidades humanas y los individuos o los pueblos no son más que sus instrumentos inconscientes: “Poco imaginan los hombres (en tanto que individuos e incluso como pueblos) que, al perseguir cada cual su propia intención según su parecer y a menudo en contra de los otros, siguen sin advertirlo, como un hilo conductor, la intención de la Naturaleza, que les es desconocida, y trabajan en pro de la misma”.

### Influencia en física cuántica
En física cuántica se han ofrecido diversas "interpretaciones ontológicas" de los resultados de dicha rama. El físico Werner Heisenberg comparó el carácter probabilístico de los estados cuánticos y la noción aristotélica de "potencia". Con respecto a la "expectativa estadística" del comportamiento de un átomo, Heisenberg dice:
Uno podría llamarlo tal vez una tendencia o posibilidad objetiva, una "potentia" en el sentido de la filosofía aristotélica. De hecho, creo que el lenguaje realmente utilizado por los físicos cuando hablan de eventos atómicos produce en sus mentes nociones similares al concepto "potencia". Así que los físicos se han acostumbrado gradualmente a considerar las órbitas electrónicas, etc., no como realidad sino más bien como una especie de "potencia".
La onda de probabilidad de Bohr, Kramers, Slater... era una versión cuantitativa del antiguo concepto de "potentia" en la filosofía aristotélica. Introdujo algo que se encontraba en el medio entre la idea de un evento y el evento real, un extraño tipo de realidad física justo en el medio entre la posibilidad y la realidad.
Respecto a la relación entre materia y energía en la física moderna, Heisenberg dice:
Si comparamos esta situación con los conceptos aristotélicos de materia y forma, podemos decir que la materia de Aristóteles, que es mera "potencia", debe compararse con nuestro concepto de energía, que entra en "actualidad" por medio de la forma, cuando se crea la partícula elemental.

## Críticas
Los conceptos de acto y potencia aristotélicos con los que se tratan de explicar el devenir asumen una visión ontológica pluralista, la cual no es predominantemente defendida en la actualidad. Kris McDaniel, defensor del pluralismo ontológico, afirma que "en la metafísica analítica contemporánea, la visión, por mucho, dominante es que el ser es unitario".  Varias críticas se han realizado a esta posición. El filósofo neotomista Edward Feser defiende la vigencia de la distinción acto y potencia respecto a la concepción del cambio. Joseph Schmid criticó ambos conceptos ofreciendo dos explicaciones del cambio desde dos posturas contemporáneas distintas en filosofía del tiempo. Desde el presentismo, el cambio es un ser que "no existía anteriormente, pero ahora existe" y "proviene de una causa previa "; y desde el eternalismo,"el cambio es simplemente variación en las propiedades de los objetos de cuatro dimensiones a lo largo de su dimensión temporal".

### Traducciones antiguas de Aristóteles
- Aristotle (2009). «The Internet Classics Archive - Aristotle On the Soul, J.A. Smith translator». MIT. Archivado desde el original el 6 de enero de 2011. Consultado el 29 de septiembre de 2021.
- Aristotle (2009). «The Internet Classics Archive - Aristotle Categories, E.M. Edghill translator». MIT. Archivado desde el original el 21 de abril de 2021. Consultado el 29 de septiembre de 2021.
- Aristotle (2009). «The Internet Classics Archive - Aristotle Physics, R.P. Hardie & Gaye, R.K. translators». MIT. Archivado desde el original el 6 de enero de 2011. Consultado el 29 de septiembre de 2021.
- Aristotle (1908). Metaphysica translated by W.D. Ross. The Works of Aristotle VIII. Oxford: Clarendon Press.
- Aristotle (1989). «Metaphysics, Hugh Tredennick trans.». Aristotle in 23 Volumes. 17, 18. Cambridge: Harvard University Press; (London: William Heinemann Ltd.). This 1933 translation is reproduced online at the Perseus Project.

- Datos: Q5068193